# Zvenyhorodka rajon
Zvenyhorodka rajon (ukrainsk: Звенигородський район, tr. Zvenyhorodskij rajon) er en af 4 rajoner i Tjerkasy oblast i Ukraine, hvor Zvenyhorodka rajon er beliggende centralt-vestligt i oblasten. Ved Ukraines administrative reform fra juli 2020 blev den tidligere Zvenyhorodka rajon udvidet med andre nærtliggende rajoner, så det samlede befolkningstal for Zvenyhorodka rajon er nået op på 204.000.
Ukraines nationalskjald Taras Sjevtjenko blev født i landsbyen Morintsy, som ligger i Zvenyhorodka rajon.